# 주스 오티즈
진 카를로스 주스 오티즈 (Jean Carlos Juice Ortiz) 또는 후안 카를로스 주스 오티즈(Juan Carlos Juice Ortiz)는 미국 FX Networks 드라마 썬즈 오브 아나키에 등장하는 등장인물이다. 테오 로시가 연기했다.